# منتخب روسيا البيضاء تحت 23 سنة لكرة القدم
منتخب روسيا البيضاء تحت 23 سنة لكرة القدم هو ممثل روسيا البيضاء الرسمي في المنافسات الدولية في كرة القدم في فئة كرة قدم تحت 23 سنة للرجال، يديريه اتحاد روسيا البيضاء لكرة القدم.